# Ленакел
Ленакел — крупнейший город на острове Танна в Вануату.
Ленекел является центром ленакельского языка, одного из пяти языков на острове, родных для местного населения. Официальный язык Вануату — бислама (креольский на основе английского и французского) — также широко используется.

## География
Расположен на западном побережье острова возле административной столицы провинции Тафеа — Исангела и является главным портом провинции.